# Helena Gostyńska-Tomaszewska

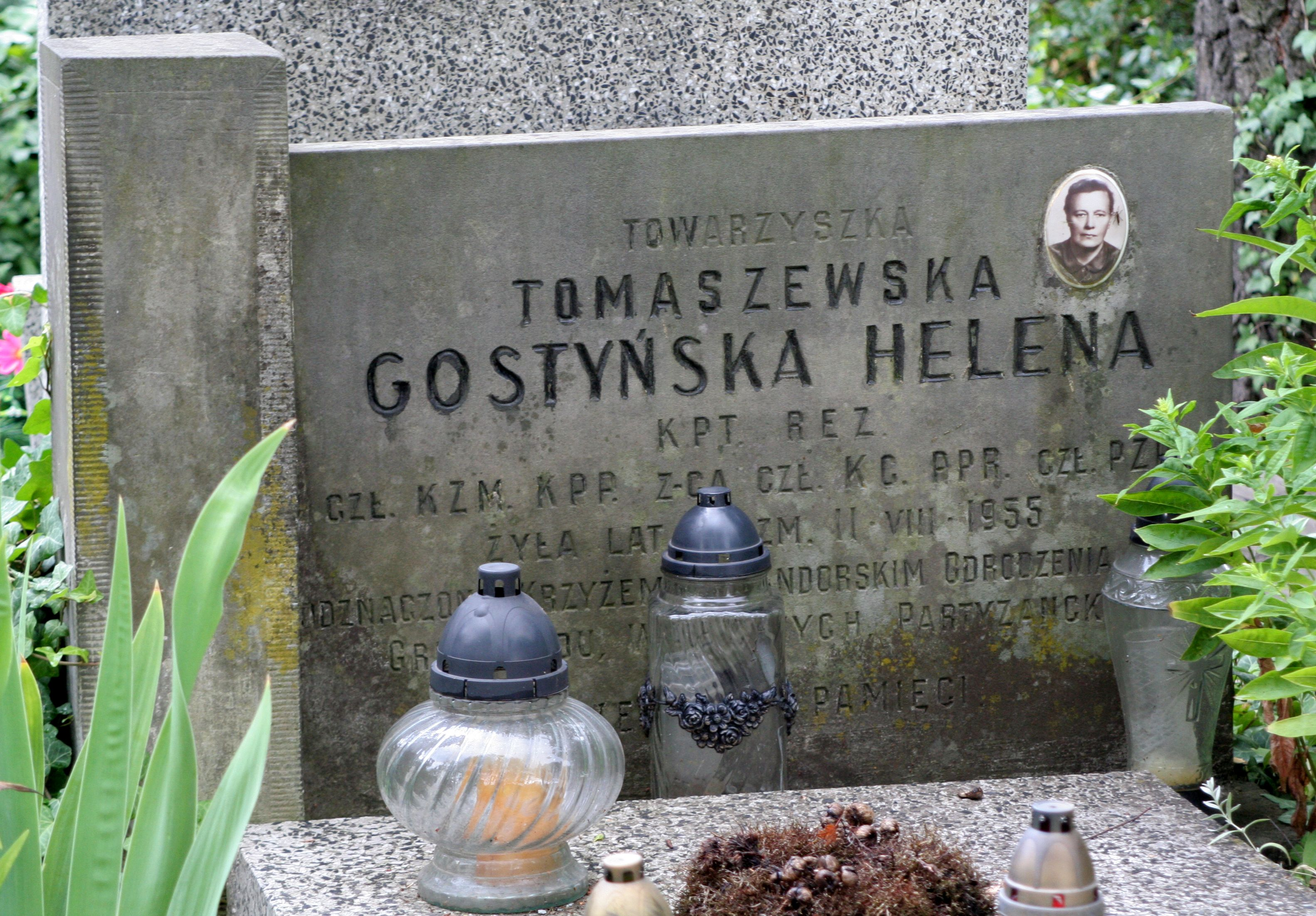
Grób Heleny Gostyńskiej-Tomaszewskiej na Cmentarzu Wojskowym na Powązkach w Warszawie

Helena Gostyńska-Tomaszewska (ur. 23 maja 1904 w Górcach, zm. 11 sierpnia 1955 w Warszawie) – działaczka komunistyczna.

## Życiorys
Córka Kazimierza i Florentyny. W latach 1923–1928 była członkinią Organizacji Młodzieży Towarzystwa Uniwersytetu Robotniczego i Polskiej Partii Socjalistycznej. Następnie, w latach 1928–1931, w Komunistycznym Związku Młodzieży Polski. Od 1931 do 1938 była członkinią Komunistycznej Partii Polski. Działała pod pseudonimami Irena i Olga. W latach 1939–1944 przebywała w ZSRR, gdzie pracowała m.in. w fabryce metalowej w Baszkirii i w fabryce obuwia w Tbilisi. Od 1944 do 1945 była oficerem politycznym Wojska Polskiego. Służyła m.in. na tyłach frontu w grupie dywersyjnej, awansując do stopnia kapitana. Po wojnie, w latach 1945–1946 była przewodniczącą Zarządu Wykonawczego Ligi Kobiet w Łodzi. Następnie, od 1946 do 1947 pracowała w Ministerstwie Bezpieczeństwa Publicznego, gdzie była starszym referentem. W latach 1944–1948 była członkinią Polskiej Partii Robotniczej (od 12 grudnia 1945 do 21 grudnia 1948 była zastępczynią członka KC PPR), a od 15 grudnia 1948 – Polskiej Zjednoczonej Partii Robotniczej.
Uchwałą Rady Państwa z dnia 28 kwietnia 1955, odznaczona Krzyżem Komandorskim Orderu Odrodzenia Polski.
Pochowana na Cmentarzu Wojskowym na Powązkach w Warszawie (kwatera B2-7-22).